# Aeroportul Beatty
Aeroportul Beatty (IATA: BTY, ICAO: KBTY, FAA LID: BTY) este un aeroport din Nevada, Statele Unite ale Americii ce deservește zona Beatty⁠(d). A fost deschis în aprilie 1952.
Situat la o altitudine de 966 m, aeroportul dispune de 1 pistă.

## Infrastructură

### Piste
Aeroportul dispune de o singură pistă. Pista 16/34 are suprafața de asfalt și dimensiunile 5.615 picioare × 60 picioare. 